# Норман Гранц
Норман Гранц (Norman Granz) е американски импресарио и продуцент на джаз музиканти. Той е с фундаментално значение за американския джаз, особено в периода 1947-1960 г. Основател е на пет лейбъла: Клеф, Норгран, Даун Хоум, Върв и Пабло.
Роден е в Лос Анджелис, син на еврейски имигранти от Тираспол. За първи път попада в общественото полезрение, когато организира десегрегирани джем сесии в Трувил Клъб в Лос Анджелис, което той по-късно развива, когато поставя паметен концерт във Филхармоник Одиториъм в Ел Ей на 2 юли 1944 г. под името „Джаз във Филхармоник“.
Заглавието на концерта е съкратено от „Джаз концерт във Филхармоник Одиториъм“ на „Джаз във Филхармоник“ от печатаря на рекламните притурки. Известно е съществуването само на едно копие от първоначалната концертна програма. Норман Гранц организира първия концерт „Джаз във Филхармоник“ с около $300, взети назаем.
По-късно известна като ДВФ, постоянно променяща се група записва и концертира в големи количества, а Гранц продуцира едни от първите концертни записи на джем сесии, които биват разпространявани на широкия пазар.
След няколко ДВФ концерта в Лос Анджелис между 1944 и 1945, Гранц започва продуцирането на концерти на ДВФ — от късната есен на 1945 до 1957 в САЩ и Канада, както и в Европа от 1952 нататък. В тях се представят суинг и бибоп музиканти, и те са едни от първите висококачествени изпълнения, в които има расова интеграция на членовете на състава. Гранц отказва някои концерти, тъй като не желае музикантите му да свирят пред сегрегирана публика. Записва много от ДВФ концертите, и от 1945 до 1947 г. продава/отдава под наем записите на Аш/Диск/Стинсън Рекърдс (лейбълите на музикалния продуцент Моузес Аш)
През 1948 г. Гранц подписва споразумение с Мъркюри Рекърдс, според което ще бъдат промотирани и разпространявани записите на ДВФ и други записи. След изтичането на споразумението през 1953, той издава записите от ДВФ и други запи чрез Клеф Рекърдс (осн. 1946) и Норгран Рекърдс (осн. 1953). Даун Хоум Рекърдс са предназначени за традиционни джаз творби. След концертите на ДВФ през есента на 1957, Джазът във Филхармоник спира да концертира в САЩ и Канада, с изключение на турне в Северна Америка през 1967 г.